# 浦幌神社
浦幌神社（うらほろじんじゃ）は、北海道十勝郡浦幌町にある神社。

## 概要
JR浦幌駅や浦幌町役場の東方、山の麓に鎮座している。
明治29年（1896年）8月15日、伊勢神宮から天照皇大神宮の神璽を受けて、坂東農場（現・浦幌町総合スポーツセンター付近）に祠を建立し、天照皇大神を奉祀した。明治後期には、浦幌町の森林公園入口付近に遷座した。
大正12年（1923年）には、街を一望できる浦幌町東山の麓に総桂造りの本殿を御造営し、翌年には拝殿が完成致した。
昭和48年（1973年）、現在地に本殿を移築、新たに幣殿と拝殿を御造営し、12月に遷座祭を斎行致した。翌年には、御造営事業がすべて完了し、6月に落成奉祝祭を斎行した。

## 祭神
- 天照皇大神
- 八幡大神